# عمود جد

عمود جد ويعني "الدوام".

جد أو عمود جد هو رمز من مصر القديم في شكل عمود وتعلوه أربعة طبقات من زهرة اللوتس، علامة على «الدوام» و «البقاء». نجده يكتب كثيرا إلى جانب اسم فرعون مع عنخ رمز الحياة وصولجان واس رمز السلطة، بمعنى «عسى أن يبقى (فرعون) حاكما حيا على الدوام».

## الرمز
بعتقد بعض الباحثين أن عمود جد الذي يعني الدوام أنه تمثيل للعمود الفقري لأوزيريس.
كان الجزء العلوي من العامود في الغالب أخضر اللون أو أحمر، وأما الجزء القائم فيه فكان أسود أو أبيض أو أصفر وأحيانا أيضا أخضر.
كما اختلف الباحثون في القديم في تفسير معناه. فالباحث «ألان جاردنر» يرى فيه أنه حزمة من سيقان البردي“، بمعنى «الترابط يعطي القوة». وآخرون يرون أنه يمثل العمود الفقري لأزوريس.

## الاسم بالهيروغليفية

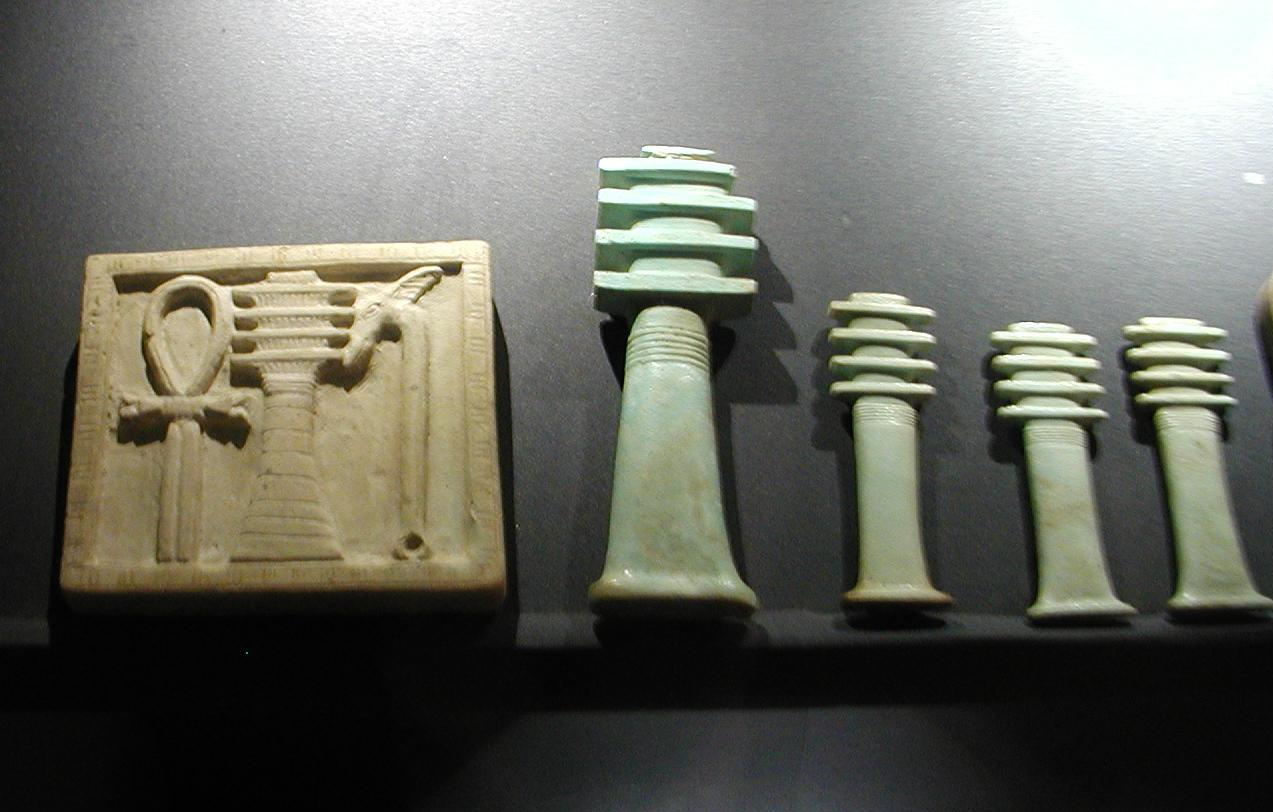
اللوحة: عمود جد يحيطه عنخ من ناحية وصولجان واس من الناحية الأخرى، بمعنى «حياة وحكم دائم».

| R11 |
ḏd
أو
| R11 | D46 · Y1 |
ḏdj
ومعناه: الدوام والبقاء

## أهميته

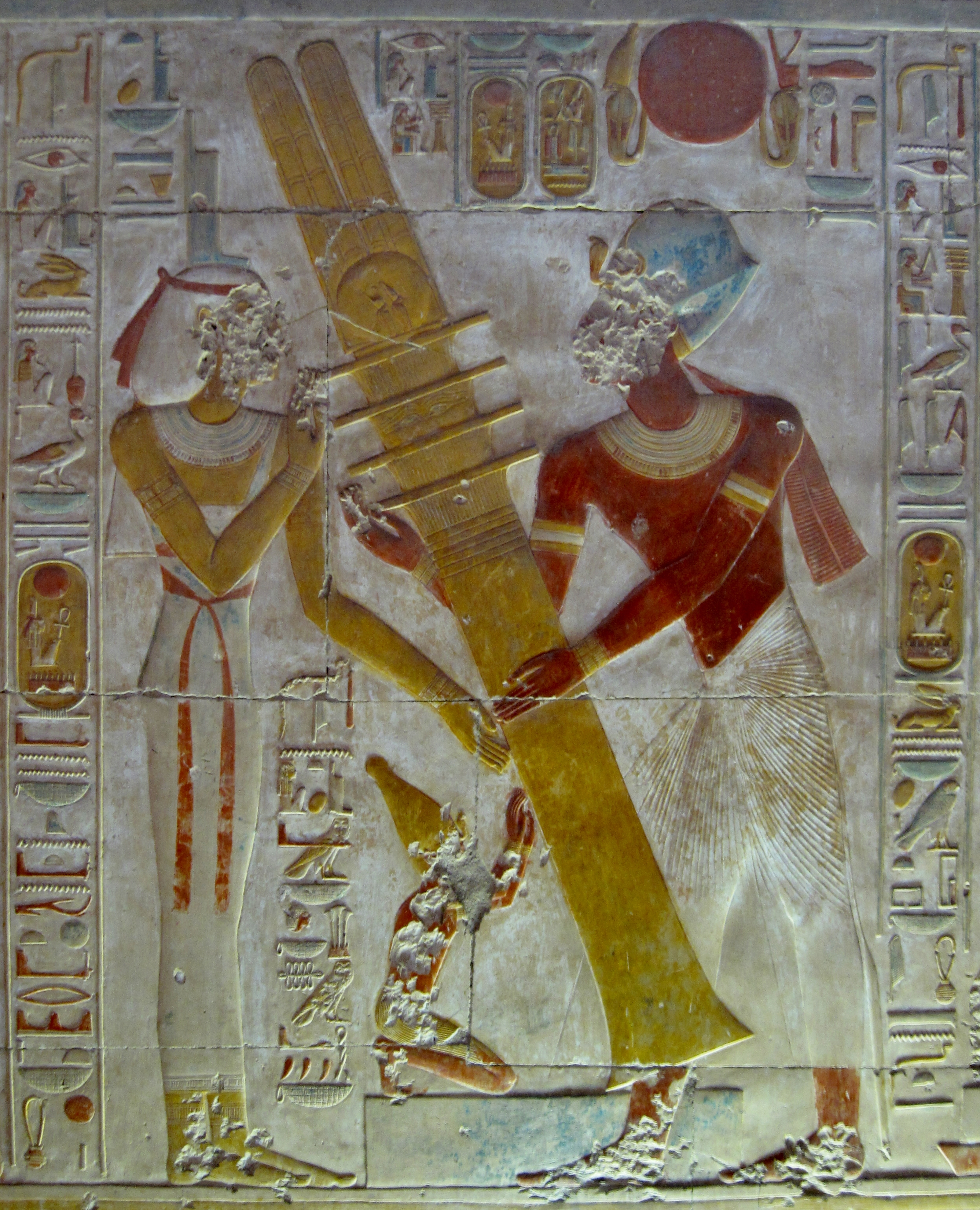
سيتي الأول يقيم عمود جد بمساعدة من الإلهة إيزيس. من لوحة بمعبد سيتي الأول في أبيدوس.

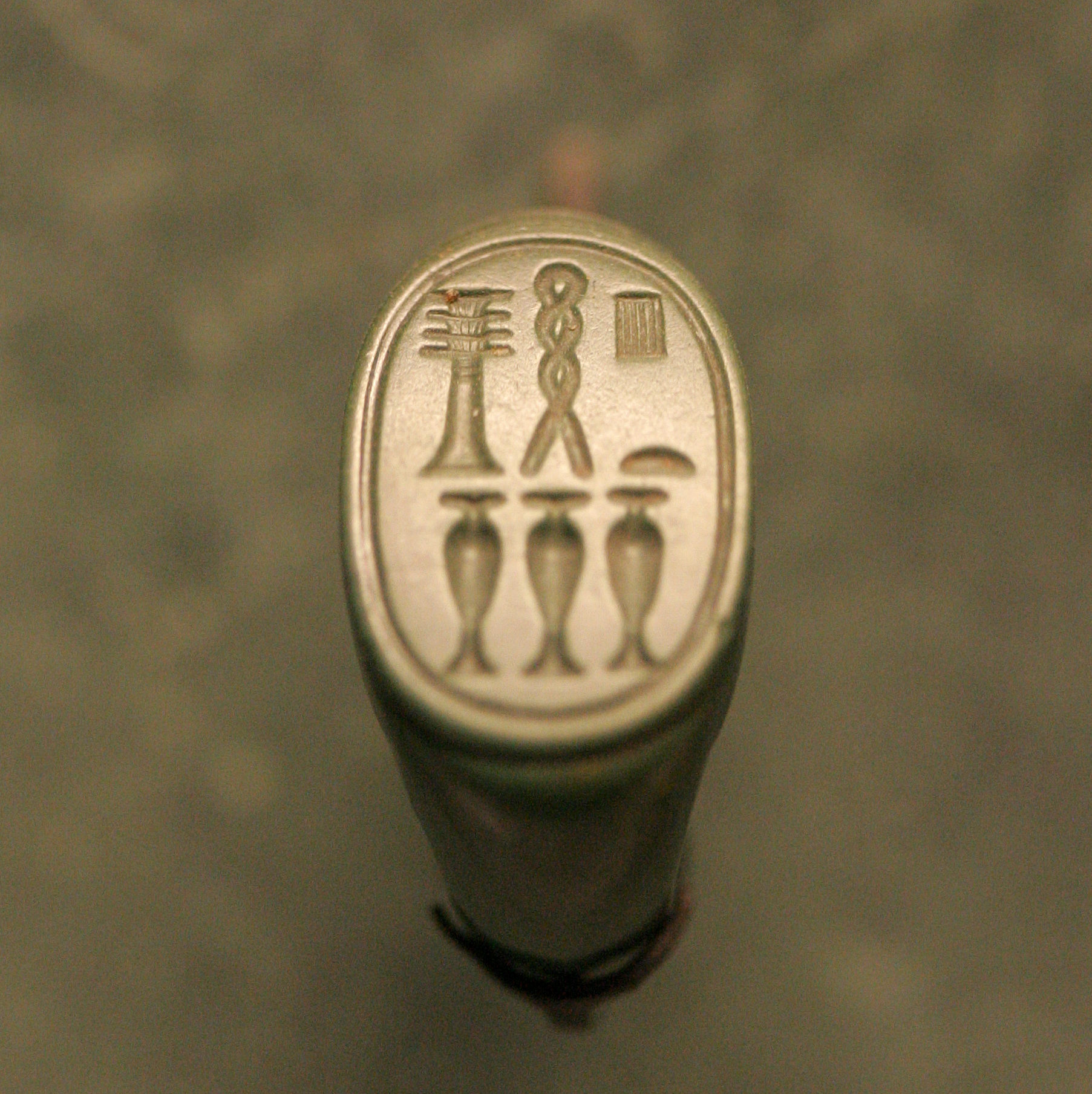
ختم في شكل خاتم، ومكتوب عليه من اليمين إلى اليسار:[بتاح دائم على الدوام ].

يعرف رمز «جد» منذ عقود ما قبل التاريخ في مصر قبل عهد الأسرات. وقد تأكد ذلك من تشكيل له في أحد القبور التي عثر عليه في حلوان وهو يعد إلى زمن ما قبل الأسرات.
. فكان محبوبا كتعويذة تحمي من الشر.
في عهد الدولة القديمة كان هناك كهنة يسمون «جد المحترم» وحتى إله منف بتاح كان يسمى أيضا «جد المحترم». وكان هناك في منف عيد يسمى «عيد إقامة عمود جد». كما كان فرعون يقوم بنفسه بإقامة عمود جد بواسطة حبال. كان ذلك تيمنا بأن يطول حكم فرعون. وخلال ذلك كان يحتفل بعودة الغلة سوكر إلى الحياة.
كان الاحتفال في منف يجمع بين الاحتفال بإله الموتى بتاح مع إله العودة إلى الحياء أوزيريس. فكان يحتفل بانتصار أوزيريس على أعدائه، وكان الاحتفال بأوزيريس يغلب على الاحتفال ببتاح وسوكر.
ومع بدء الدولة الحديثة فقد ساد ترميز عمود جد بالعمود الفقري لأوزيريس. ولذلك نجد عمود جد مرسوما في قاع التابوت في مستوى العمود الفقري للمتوفى.